# Île O'Brien (Chili)
Pour les articles homonymes, voir Île O'Brien.
L'île O'Brien est une île située à l'embouchure occidentale du canal Beagle, dans l'archipel de Terre de Feu, au Chili.
À l'est de l'île, la passe de Darwin marque le début du canal Beagle. Au nord, le canal Pomar sépare la grande île de la Terre de Feu. Au sud, l'île est séparée des l'île Guillermo et de l'île Londonderry par le canal O'Brien.